# تيسفالديت تيكي
تيسفالديت سيمون تيكي (من مواليد 4 يونيو 1997) هو لاعب كرة قدم سويدي محترف يلعب كلاعب خط وسط .